# Мездра (Свети Никола)
Мездра (мкд. Мездра) је насеље у Северној Македонији, у средишњем делу државе. Мездра је село у саставу општине Свети Никола.

## Географија
Мездра је смештена у средишњем делу Северне Македоније. Од најближег града, Штипа, насеље је удаљено 35 km северозападно.
Насеље Мездра се налази у историјској области Овче поље. Село је смештено у средишњем делу поља, а североисточно се уздиже планина Манговица. Надморска висина насеља је приближно 290 метара.
Месна клима је блажи облик континенталне због близине Егејског мора (жарка лета).

## Становништво
Мездра је према последњем попису из 2002. године била без становника.
Већинско становништво били су етнички Македонци (100%). 
Претежна вероисповест месног становништва било је православље.